# Giuseppe Primavera
Giuseppe Primavera (Prato Carnico, 30 d'octubre de 1917 – Roma, 4 de gener de 1998, fou un jugador d'escacs italià, un dels més actius jugadors del país durant els anys 40 i 50 del segle xx.

## Resultats destacats en competició
Va assolir el títol de Mestre Nacional italià al Campionat d'Itàlia del 1948 a Florència, en el qual hi acabà empatat al primer lloc amb Vincenzo Castaldi, tot i que va perdre el desempat. El mateix any va jugar el seu primer torneig internacional important, a Venècia 1948, on hi fou 12è (de 14), un resultat acceptable tenint en compte que hi participaven diversos dels millors jugadors del món, entre d'altres, l'exCampió del món Max Euwe, i el qui seria el campió del torneig, Miguel Najdorf.
D'altres resultats notables foren el 2n lloc empatat amb Porreca al torneig de Roma 1946 (el campió fou Enrico Paoli), el 2n lloc al Campionat ENAL del 1952, 3r a Florència 1953, 1r lloc, empatat amb Anthony Santasiere a Milà 1953, i 3r-4t empatat amb Mario Napolitano a Trieste 1954.
Primavera fou sis cops campió del Campionat italià per equips, el 1959 a Lerici amb l'Accademia Romana Scacchi; el 1963 a Imperia, el 1964 a Gènova, el 1966 a Monticelli Terme amb el Dopolavoro Dipendenti Comunali di Roma; el 1971 a Asiago i el 1973 a Tívoli amb l'Accademia Scacchistica Romana.
El 1973 fundà l'AMIS (Associazione Maestri Italiani di Scacchi) amb n'Alvise Zichichi, n'Stefano Tatai, en Bonfioli i el seu fill Roberto, i en fou el primer president.

### Rànquing mundial
El seu millor rànquing Elo s'ha estimat en 2433 punts, el setembre de 1955, moment en què tenia 38 anys, cosa que el situaria en 320è lloc mundial en aquella data. Segons chessmetrics, la seva millor posició en el rànquing mundial va ser el 244è lloc, el gener de 1949.

## Olimpíades d'escacs
Primavera va representar Itàlia en cinc Olimpíades d'escacs oficials, entre 1950 i 1970, on hi va fer 26 punts de 62 partides, un 41.9% (+15 =22 -25)
| Any  | Olimpíada       | Ciutat    | Tauler     | Partides | Guanyades | Taules | Perdudes | Punts | %    |
| ---- | --------------- | --------- | ---------- | -------- | --------- | ------ | -------- | ----- | ---- |
| 1950 | IX Olimpíada    | Dubrovnik | 1r suplent | 12       | 3         | 4      | 5        | 5     | 41.7 |
| 1952 | X Olimpíada     | Hèlsinki  | 1r suplent | 13       | 3         | 4      | 6        | 5     | 38.5 |
| 1958 | XIII Olimpíada  | Múnic     | 1r         | 15       | 5         | 6      | 4        | 8     | 53.3 |
| 1968 | XVIII Olimpíada | Lugano    | 4t         | 11       | 3         | 3      | 5        | 4.5   | 40.9 |
| 1970 | XIX Olimpíada   | Siegen    | 3r         | 11       | 1         | 5      | 5        | 3.5   | 31.8 |

## Partides destacades
- Giustolisi - Primavera, Campionat d'Itàlia, Venècia 1948, Obertura Anglesa A22, 0-1
- Primavera - Monticelli, Campionat d'Itàlia, Venècia 1948, Atac Torre A46, 1-0
- Paoli - Primavera, Campionat d'Itàlia 1953, Defensa siciliana, variant Najdorf B93, 0-1
- Fairhurst - Primavera, XIII Olimpíada, Múnic 1958, Defensa índia de rei E61, 0-1